# Регушевский, Евгений Семёнович
Евгений Семёнович Регушевский (укр. Регушевський Євген Семенович; 21 октября 1934, Бджильна, Винницкая область — 9 декабря 2024, Симферополь) — советский и украинский учёный-филолог; кандидат филологических наук (1963), профессор (1991).
Область научных интересов — лексикография и фразеология украинского языка. Автор многих трудов, включая монографии, по истории украинской терминологии. Создатель школы терминоведения в Таврическом национальном университете.

## Биография
Родился 21 октября 1934 года в селе Бджильна Тепликского района Винницкой области Украинской ССР.
В 1955 году окончил историко-филологический факультет Винницкого педагогического института имени Н. А. Островского (ныне Винницкий государственный педагогический университет). В 1963 году в специализированном совете при Киевском педагогическом институте защитил кандидатскую диссертацию на тему «Языковедческая терминология И. Я. Франко в свете его лингвистических взглядов».
С 1958 года Евгений Регушевский — ассистент кафедры языкознания Ровенского педагогического института (ныне Ровенский государственный гуманитарный университет). С 1961 года работал в Бердичевском педагогическом институте (ныне ныне Бердичевский педагогический колледж): преподаватель кафедры украинского языка и литературы (1961—1962), старший преподаватель украинского языка (1962), декан факультета педагогики и методики начального обучения (1963). В 1964 году ему присвоено ученое звание доцента; с 1967 года — доцент, заведующий кафедрой украинского языка, проректор по учебной работе Кировоградского государственного педагогического института им. А. С. Пушкина (ныне Центральноукраинский государственный педагогический университет имени Владимира Винниченко).
С 1975 года Регушевский работал в Симферопольском государственном университете им. М. В. Фрунзе (ныне Таврический национальный университет им. В. И. Вернадского): заведующий кафедрой украинского языка (1975), заместитель декана филологического факультета (1976), декан филологического факультета языка (1981—2004), присвоено ученое звание профессора (1991), профессор кафедры межъязыковых коммуникаций и журналистики (2005).
Е. С. Регушевский — автор ряда научных трудов. Под его руководством защищено восемь диссертаций на соискание ученой степени кандидата наук. Наряду с педагогической, занимается общественной деятельностью — является членом Украинской национальной комиссии по вопросам правописания.
Его сын Эдуард — также стал учёным, кандидат юридических наук.

### Смерть
Умер 9 декабря 2024 года в возрасте 90 лет в оккупированном Россией Крыму.

## Заслуги
- Награждён советскими медалями «За доблестный труд», «Ветеран труда» и украинской «Строитель Украины»[укр.] (высшая общественная награда Всеукраинского общества «Просвіта» им. Тараса Шевченко).
- Удостоен звания «Заслуженный работник образования Украины» (1999).
- Имеет звание «Почётный профессор Таврического национального университета имени В. И. Вернадского» (1991).
- Нагрудные знаки «Отличник высшего образования СССР» и «Отличник просвещения Украины» (1993).
- Лауреат премии имени Степана Руданского (1999).
- Почётная грамота Верховного Совета Автономной Республики Крым (1998).